# 실크 (2006년 영화)
실크(詭絲, Silk, 궤사)는 대만에서 제작된 수 차오핑 감독의 2006년 SF, 공포, 스릴러 영화이다. 장첸 등이 주연으로 출연하였다.

## 출연

### 주연
- 장첸
- 장균녕

### 조연
- 진백림
- 에구치 요스케
- 서희원
- 임가흔

## 제작진
- 프로듀서: 지미 황
- 미술: 타네다 요헤이
- 특수효과: 에디 웡